# 九龍巴士238X線
九龍巴士238X線是香港的一條巴士路線，來往海濱花園及尖沙咀中港碼頭，該線是運輸署開放公共交通協調政策後，新界西首條往來直達尖沙咀區的巴士路線。238P線為238X線的特別班次，平日早上繁忙時間單向由海濱花園開往中港碼頭，經西九龍走廊直達油尖旺區，不會停靠深水埗區所有車站。

## 歷史
- 1990年2月18日：本線開辦，自開辦至今，本路線除了於1990年11月4日由怡康街遷往怡樂街總站外，路線沒有多大的改動。238X線開辦時，由於當時空調巴士不像現時般普及，收費標準屬豪華巴士級別，後來空調巴士愈來愈受歡迎，而本路線收費標準已經不合時宜，因此曾有一段時間，當九巴調整收費時，本路線並未有完全跟隨改動收費；由開辦至今，全程收費只加價5次，由開辦時的$5.5港元加至現時的$8.1。
- 2002年11月29日：本線的輔助線238P開辦，只在早上繁忙時間於海濱花園開出固定班次3班，為荃灣海濱花園及海灣花園居民提供特快服務前往旺角、佐敦及中港城。
- 2010年7月12日：分支238S線開辦，只在早上繁忙時間於海濱花園開出固定班次1班。
- 2015年6月27日：增設到站時間預報。[1]
- 2016年10月17日：238P線增加班次至4班，同日起238S線停辦。
- 2022年9月5日：238P線星期六班次減至三班[2]。

### 減班規劃
荃灣海濱花園上下班時間外有7班車次，其中僅238X能通達九龍，據2018年議員的揭露，指出路線具有減班的規劃，若減班，擔心會陷入惡性循環。另該議員提出海濱區居民期待238X可以增班，並追加開設路線，不取消班次。

## 服務時間及班次
238X
| 海濱花園開       | 海濱花園開          | 海濱花園開          | 中港碼頭開       | 中港碼頭開  | 中港碼頭開   |
| 日期             | 服務時間            | 班次（分鐘）        | 日期             | 服務時間    | 班次（分鐘） |
| ---------------- | ------------------- | ------------------- | ---------------- | ----------- | ------------ |
| 星期一至五       | 06:00-07:00         | 20                  | 星期一至五       | 07:00-07:40 | 20           |
| 星期一至五       | 07:00-07:54         | 18                  | 星期一至五       | 07:40-10:00 | 17/18        |
| 星期一至五       | 08:06、08:18、08:34 | 08:06、08:18、08:34 | 星期一至五       | 10:00-15:40 | 20           |
| 星期一至五       | 08:50-11:05         | 15                  | 星期一至五       | 15:40-16:34 | 18           |
| 星期一至五       | 11:05-16:45         | 20                  | 星期一至五       | 16:34-18:04 | 15           |
| 星期一至五       | 16:45-17:45         | 15                  | 星期一至五       | 18:04-18:40 | 12           |
| 星期一至五       | 17:57、18:10、18:25 | 17:57、18:10、18:25 | 星期一至五       | 18:40-23:10 | 15           |
| 星期一至五       | 18:40-20:10         | 18                  | 星期一至五       | 23:10-00:30 | 20           |
| 星期一至五       | 20:10-23:30         | 25                  |                  |             |              |
| 星期六           | 06:00-06:40         | 20                  | 星期六           | 07:00-08:00 | 20           |
| 星期六           | 06:40-07:40         | 15                  | 星期六           | 08:00-08:30 | 15           |
| 星期六           | 07:57               | 07:57               | 星期六           | 08:30-12:10 | 20           |
| 星期六           | 08:15-13:00         | 15                  | 星期六           | 12:10-23:10 | 15           |
| 星期六           | 13:00-14:00         | 12                  | 星期六           | 23:10-00:30 | 20           |
| 星期六           | 14:00-19:30         | 15                  |                  |             |              |
| 星期六           | 19:30-21:50         | 20                  |                  |             |              |
| 星期六           | 21:50-23:30         | 25                  |                  |             |              |
| 星期日及公眾假期 | 06:00-06:50         | 25                  | 星期日及公眾假期 | 07:00-12:40 | 20           |
| 星期日及公眾假期 | 06:50-09:10         | 20                  | 星期日及公眾假期 | 12:40-21:10 | 15           |
| 星期日及公眾假期 | 09:10-18:10         | 15                  | 星期日及公眾假期 | 21:10-00:30 | 20           |
| 星期日及公眾假期 | 18:10-21:50         | 20                  |                  |             |              |
| 星期日及公眾假期 | 21:50-23:30         | 25                  |                  |             |              |

238P
- 海濱花園開：
  - 星期一至五：07:48、08:00、08:12、08:24
  - 星期六：07:50、08:24

星期日及公眾假期不設服務

## 收費
| 路線 | 全程收費 | 分段收費                                                                           |
| ---- | -------- | ---------------------------------------------------------------------------------- |
| 238X | $9.3     | - 美孚轉車站往中港碼頭：$7.1 - 太子站往中港碼頭：$5.8 - 美孚轉車站往海濱花園：$7.4 |
| 238P | $9.3     | - 鴉蘭街往中港碼頭：$5.8                                                           |

| - 本線設有12歲以下小童及65歲或以上長者半價優惠。 - 65歲或以上香港居民使用「樂悠咭」，以及12歲以下合資格殘疾兒童使用「殘疾人士身份」個人八達通繳付車資，均可享有每程$2.0或半價（以較低者為準）的票價優惠；12至64歲合資格殘疾人士使用「殘疾人士身份」個人八達通（包括「樂悠咭」），以及60至64歲香港居民使用「樂悠咭」繳付車資，均可享有每程$2.0或全費（以較低者為準）的票價優惠。 - 65歲或以上長者如使用長者或一般個人八達通繳付車資，則只可享有半價優惠；12至64歲合資格殘疾人士如不使用「殘疾人士身份」個人八達通，以及60至64歲人士如不使用「樂悠咭」繳付車資，必須繳付全費。 - 乘客可以現金或八達通於上車時付款，不設找續。 - 每位成人乘客可免費攜帶最多兩名4歲以下而不佔座位的兒童乘客乘車，超額之4歲以下小童必須繳付小童車費乘車。 - 持有「九巴月票」之乘客在車票有效期內，每日可享最多10程任何九龍巴士及龍運巴士路線（包括本路線，以及聯營路線的九龍巴士／龍運巴士提供的班次；惟乘搭機場「A」及「NA」線則可享原價二七折優惠（不會計算每天10次合資格車程））；而B1線則每日可享最多各2程（不會計算每天10次合資格車程）。 - 九龍巴士、城巴、龍運巴士及陽光巴士全職員工及家屬（不包括外判職員）可免費乘搭本路線，惟必須拍職員或職員家屬八達通。 - 乘客亦可透過多元化電子支付系統（e度嘟）繳付車資，包括使用非接觸式VISA卡、JCB卡、萬事達卡、銀聯卡、美國運通、大來國際、Discover Card、Apple Pay、Google Pay、Samsung Pay、AlipayHK「易乘碼」、支付寶、WeChatHK／微信支付「搭車碼」、銀聯雲閃付「乘車碼」及BOC Pay「乘車碼」。乘客使用此付款方式，使用此支付方式的乘客可享有中途下車之分段收費，以及與其他九巴／龍運獨營路線或聯營線九巴／龍運班次之轉乘優惠，惟不適用於與非九巴／龍運路線之轉乘優惠，亦不能享有「公共交通費用補貼計劃」及「長者及合資格殘疾人士公共交通票價優惠計劃」。 |

## 使用車輛
238X開辦時由於九巴訂購中的雙層巴士未能趕及抵港，加上當時全空調路線不多，而且海濱花園陸續入伙，為應付需求，九巴向雅高巴士租用25輛日本日野RK176K豪華巴士（AH）應急（因為不能用盡25部AH，九巴把剩下的AH掛牌212線），其中19輛更是2+2座位豪華高背座椅，比機場巴士更豪華。直至1993年九巴全新一批雙層空調巴士到港，借來的日野巴士陸續退還予雅高巴士，並逐步轉用雙層空調巴士行走。車身最長的單層空調巴士Dennis Lance（AN）雙門普通版空調巴士及富豪奧林比安（AV）雙層空調巴士曾在本線服役。
由於受海濱花園總站設計影響和中港碼頭總站的站坑問題，九巴明令只能使用長度11.3或12米，採用歐盟五期及以上的中軸驅動雙層巴士。唯於2021年2月，因九巴安排指定路線以已安裝電子支付系統「e度嘟」的巴士行走，調入2輛後軸驅動的富豪B9TL 12米（AVBWU），及後亦因違反禁令而重新調走。
現時本線使用12輛亞歷山大丹尼士Enviro 500 MMC 12米（11輛ATENU及1輛E5T）雙層空調巴士，均屬荔枝角車廠。
| 車隊編號  | 車牌   |
| --------- | ------ |
| ATENU388  | TC9972 |
| ATENU492  | TH9967 |
| E5T3      | TJ8990 |
| ATENU576  | TM2099 |
| ATENU810  | TV2405 |
| ATENU823  | TV4001 |
| ATENU824  | TV4012 |
| ATENU847  | TV7325 |
| ATENU860  | TW4202 |
| ATENU1063 | UD5728 |
| ATENU1209 | UR6755 |
| ATENU1213 | UR8114 |

## 行車路線

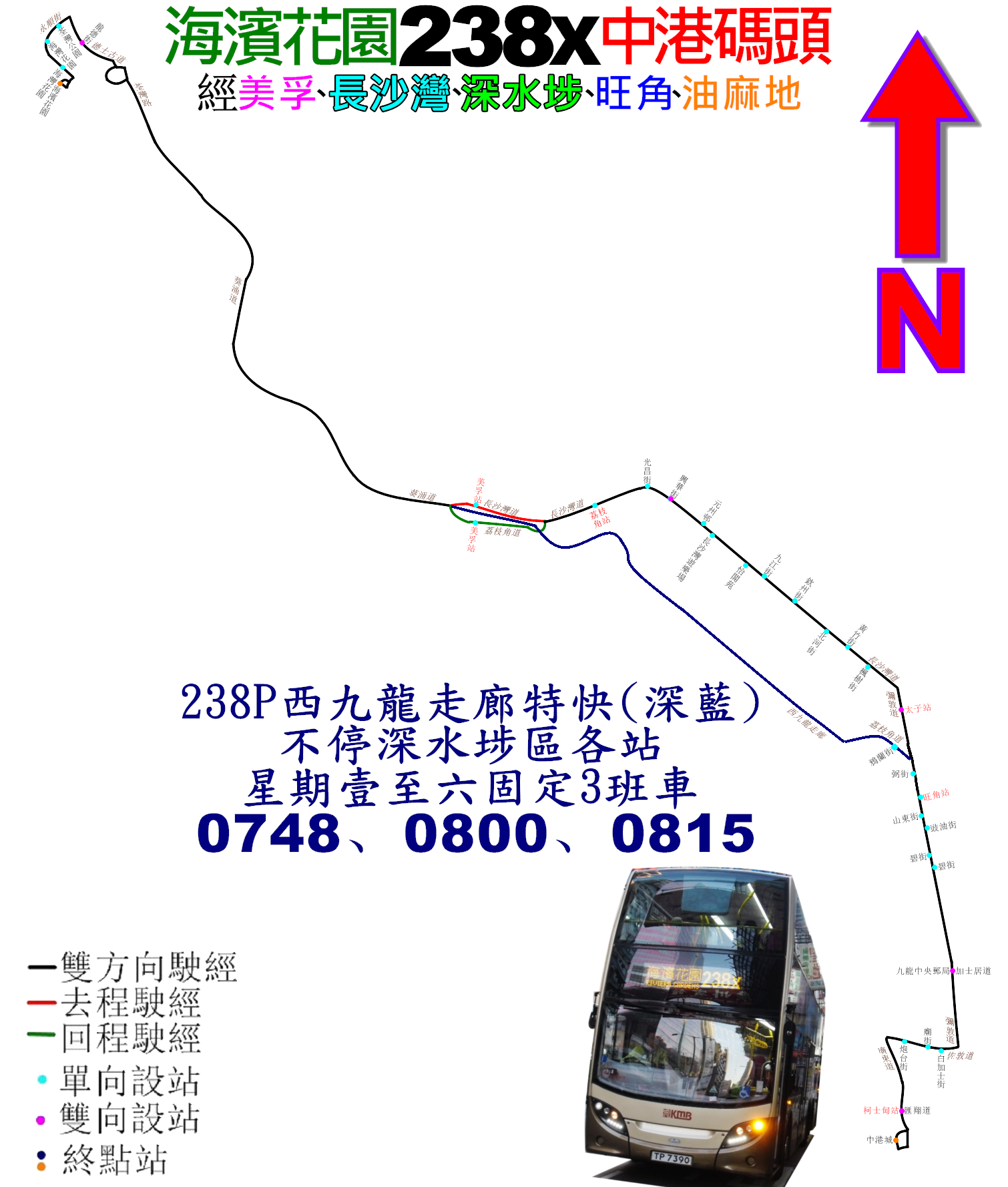
此線與238P線的走線圖，當中深藍線表示238P的走線

- 海濱花園開經：怡樂街、永順街、德士古道、荃青交匯處、荃灣路、葵涌道、長沙灣道、彌敦道、佐敦道及廣東道。
  - 238P線在抵達葵涌道後，改經荔枝角道、西九龍走廊、太子道西及荔枝角道前往彌敦道。
- 中港碼頭開經：廣東道、佐敦道、彌敦道、長沙灣道、荔枝角道、葵涌道、荃灣路、荃青交匯處、德士古道、永順街及怡樂街。

### 沿線車站
238X/238P
| 海濱花園開 | 海濱花園開       | 海濱花園開           | 中港碼頭開 | 中港碼頭開            | 中港碼頭開           |
| 序號       | 車站名稱         | 位置                 | 序號       | 車站名稱              | 位置                 |
| ---------- | ---------------- | -------------------- | ---------- | --------------------- | -------------------- |
| 1          | 海濱花園巴士總站 | 海濱花園巴士總站     | 1          | 中港碼頭巴士總站      | 中港城公共運輸交匯處 |
| 2          | 海灣花園         | 永順街               | 2          | 柯士甸站              | 廣東道               |
| 3          | 龍德街           | 德士古道             | 3          | 廟街                  | 佐敦道               |
| 4*         | 美孚站           | 長沙灣道             | 4          | 九龍中央郵政局（N37） | 彌敦道               |
| 5*         | 光昌街           | 長沙灣道             | 5          | 碧街（N45）           | 彌敦道               |
| 6*         | 興華街           | 長沙灣道             | 6          | 山東街（N56）         | 彌敦道               |
| 7*         | 元州邨           | 長沙灣道             | 7          | 弼街（N72）           | 彌敦道               |
| 8*         | 九江街           | 長沙灣道             | 8          | 太子站（N76）         | 彌敦道               |
| 9*         | 欽州街           | 長沙灣道             | 9          | 楓樹街                | 長沙灣道             |
| 10*        | 黃竹街           | 長沙灣道             | 10         | 北河街                | 長沙灣道             |
| ^          | 鴉蘭街           | 荔枝角道             | 11         | 怡閣苑                | 長沙灣道             |
| 11*        | 太子站（S3）     | 彌敦道               | 12         | 長沙灣遊樂場          | 長沙灣道             |
| 12         | 旺角站（S12）    | 彌敦道               | 13         | 興華街                | 長沙灣道             |
| 13         | 豉油街（S22）    | 彌敦道               | 14         | 荔枝角站              | 長沙灣道             |
| 14         | 碧街（S29）      | 彌敦道               | 15         | 美孚站                | 荔枝角道             |
| 15         | 加士居道（S38）  | 彌敦道               | 16         | 龍德街                | 德士古道             |
| 16         | 白加士街         | 佐敦道               | 17         | 荃灣公園              | 永順街               |
| 17         | 炮台街           | 佐敦道               | 18         | 海灣花園              | 永順街               |
| 18         | 匯翔道           | 廣東道               | 19         | 海濱花園巴士總站      | 海濱花園巴士總站     |
| 19         | 中港碼頭巴士總站 | 中港城公共運輸交匯處 |            |                       |                      |

238P線不停有 * 號之車站，改停有 ^ 號之車站。

## 外部連結
- 九巴238X線—九龍巴士 （页面存档备份，存于）
- 九巴238P線—九龍巴士 （页面存档备份，存于）
- 九巴238P、238X線詳細時間表 （页面存档备份，存于）
- 九巴238X線—681巴士總站 （页面存档备份，存于）
- 九巴238P線—681巴士總站 （页面存档备份，存于）
- 九巴238X線—i-busnet.com （页面存档备份，存于）
- 九巴238P線—i-busnet.com （页面存档备份，存于）
- Golden Bus Page—Route 238X （页面存档备份，存于）